# صدف راه‌راه خاردار
صدف راه‌راه خاردار (نام علمی: Acanthocardia aculeata) نام یک گونه از سرده صدف‌های راه‌راه خاردار (Acanthocardia) است.